# Ulrike Eifler
Ulrike Eifler (* 28. August 1975 in Eberswalde) ist eine deutsche Gewerkschafterin, Journalistin, Schriftstellerin und Politikerin (Die Linke).

## Leben, Ausbildung und Beruf
Eifler wuchs in Eberswalde auf. Ihr Großvater war der kommunistische Widerstandskämpfer Wilhelm Philipp Eifler, der Häftling im KZ Dachau war. Sie besuchte die Polytechnische Oberschule „Karl Marx“ und machte ihr Abitur an der Westend-Gesamtschule. Nach einem Studium der Philosophie, Politologie und interkulturellen Kommunikation an der Technischen Universität Chemnitz und der Politologie und Sinologie an der Philipps-Universität Marburg arbeitete sie zunächst als Journalistin und Hörbuchrezensentin und von 2009 bis 2019 als Gewerkschaftssekretärin für den Deutschen Gewerkschaftsbund. Von 2019 bis 2020 leitete sie das Auslandsbüro der Rosa-Luxemburg-Stiftung in Genf. Seit 2023 arbeitet sie bei der Geschäftsstelle der Industriegewerkschaft Metall in Würzburg.

## Politischer Werdegang
2007 wurde Eifler gemeinsam mit Ulrich Wilken zu der ersten Vorsitzenden des hessischen Landesverbands der frisch gegründeten Linkspartei gewählt. Zuvor war sie Funktionärin der Wahlalternative soziale Gerechtigkeit. Wegen eines beruflich bedingten Umzugs nach Bayern gab sie 2009 das Landesvorsitzamt ab. Dem trotzkistischen Netzwerk Marx21 gehörte sie bis 2008 an. Seit 2017 ist sie Sprecherin der Bundesarbeitsgemeinschaft Betrieb und Gewerkschaft ihrer Partei; seit 2024 ist sie Mitglied des Parteivorstands.
2018 kandidierte Eifler im Wahlkreis Main-Kinzig II zum Hessischen Landtag; 2021 kandidierte sie im Wahlkreis Recklinghausen II für den Bundestag. Sie ist oder war Mitglied der Vereinten Dienstleistungsgewerkschaft und ist Mitglied der IG Metall, der Vereinigung der Verfolgten des Naziregimes – Bund der Antifaschistinnen und Antifaschisten und des Vereins Fototeam Hessen.
Im Mai 2025 wurde sie für eine auf X gepostete Karte kritisiert, die Israel und die besetzten palästinensischen Gebieten (Westjordanland und Gazastreifen) in den Farben der palästinensischen Flagge zeigte und womit sie nach Meinung einiger Kritiker Israel das Existenzrecht abgesprochen habe. Eifler selbst widersprach dieser Darstellung: Die Auslöschung Israel sei nie ihre Position gewesen. Die Grafik stehe für das Leid der Palästinenser, die im gesamten Territorium, auch in Israel, angegriffen würden.

## Schriftstellerische Tätigkeit
Eifler verfasst nebenberuflich Lyrik und Prosa. 2014 gewann sie einen 2. Preis bei dem Literaturwettbewerb Holzhäuser Heckethaler.

## Veröffentlichungen (Auswahl)

### Sachbücher
- Gewerkschaftliche Machtressourcen zwischen Autoritarismus und Aufbruch: Globaler Protestzyklus und Globalisierung des Autoritarismus. Verlag Westfälisches Dampfboot, Münster 2023, ISBN 978-3-89691-083-7 (310 S.).
- Neoliberale Globalisierung und die Arbeiterbewegung in China. Ibidem-Verlag, Stuttgart 2007, ISBN 978-3-89821-748-4 (178 S., zugl.: Marburg, Univ., Magisterarbeit, 2004).

als Herausgeberin
- Den Frieden gewinnen, nicht den Krieg: Zur Rolle der Gewerkschaften in der Friedensbewegung. Verlag Westfälisches Dampfboot, Münster 2024, ISBN 978-3-89691-095-0 (183 S.).

### Belletristik
- Olivengarten. Books on Demand, Norderstedt 2017, ISBN 978-3-7431-7585-3.
- Herbstgeflüster. Books on Demand, Norderstedt 2011, ISBN 978-3-8448-0552-9.
- Lebensstürme. Books on Demand, Norderstedt 2010, ISBN 978-3-8423-3878-4.